# Donald E. Stephens
Donald E. Stephens (ur. 13 marca 1928 w Chicago, zm. 18 kwietnia 2007) – amerykański polityk, były burmistrz, urzędujący przez 51 lat w Rosemont, małej miejscowości na zachód od Chicago w stanie Illinois, USA.
Urodził się w Chicago, burmistrzem Rosemont został wybrany w 1956 i sprawował ten urząd przez 51 (najdłużej w historii USA). Wniósł znaczny wkład w rozwój miejscowości wykorzystując bliskość lotniska O’Hare. Zachęcił sieć hoteli Hyatt do budowy pierwszego hotelu w rejonie Chicago. Stworzył też pierwszą z sal widowiskowych obecnie Allstate Arena.
Kilka lat temu burmistrz starał się uzyskać zgodę na zbudowanie kasyna w Rosemont jednak przedstawiciele Illinois cofnęli wydaną wcześniej zgodę spowodowaną rzekomą współpracą z grupami przestępczymi. Ostatecznie do końca życia nie udało mu się oczyścić z nieoficjalnie stawianych mu zarzutów, nigdy jednak nie był za nic sądzony ani skazany.
Zmarł w wieku 79 lat na raka żołądka.